# Endasys xanthopyrrhus
Endasys xanthopyrrhus là một loài tò vò trong họ Ichneumonidae.